# 久自国造
久自国造（くじのくにのみやつこ、くじこくぞう）はのちに常陸国北中部となる地域（久自国）を支配した国造。

## 概要

### 表記
「久自国造」は『先代旧事本紀』度会延佳神主校正鼇頭旧事紀・同書前田侯爵家所蔵安貞年間古写本による表記である。同書神宮文庫本では「久目国造」と表記されている。

### 祖先
- 『先代旧事本紀』「国造本紀」によれば、成務天皇の御代に物部氏の祖・伊香色雄命の3世孫の船瀬足尼（船瀬宿禰）が初代久自国造に任命されたという。なお船瀬足尼は舟瀬宿祢[5]・舟瀬足尼[6]とも表記する。また「船瀬足尼」は『先代旧事本紀』度会延佳神主校正鼇頭旧事紀[1][2]・同書前田侯爵家[注 1]所蔵安貞年間古写本[2]による表記であり、同書神宮文庫本では「船瀬尼」と表記されている[2]が誤記である。

## 本拠
のちの常陸国久慈郡。現在の茨城県日立市・常陸太田市など。下記稲村神社の鎮座地一帯。なお久慈郡の郡衙跡であると考えられているのは、茨城県常陸太田市の大里町から薬谷町にかけてある長者屋敷遺跡である。

### 支配領域
久自国造の支配領域は当時久自国と呼ばれていた地域である。久自国はのちの令制国の常陸国の北中部（久慈郡）をさし、久慈川流域すなわち現在の茨城県日立市・常陸太田市周辺に当たる。
地名の由来については、久慈郡#郡名の由来を参照。
久自国はのちに令制国の整備にともなって、周辺の6国（筑波国、新治国、茨城国、仲国、高国（多珂国）、道口岐閉国）と合わさって常陸国となった。

## 氏神
久自国造の氏神は、茨城県常陸太田市（旧久慈郡）にある稲村神社（いなむらじんじゃ、稻村神社、北緯36度31分39.33秒 東経140度30分03.63秒 / 北緯36.5275917度 東経140.5010083度）である。主祭神は久自国造の祖先伊香色雄命の祖である饒速日命。社伝では、初代国造の船瀬足尼命が成務朝の任命の際に大祖・饒速日命を祀ったという。

### 関連神社
- 泉神社（いずみじんじゃ、北緯36度31分6.79秒 東経140度37分29.67秒 / 北緯36.5185528度 東経140.6249083度）
茨城県日立市（旧久慈郡のち多賀郡）にある神社である。天速玉姫命をまつり、式内小社「天速玉姫命神社」に比定されている。この神社の由緒（神社紹介 - 泉神社　公式ホームページ[9]）によれば、この神社は崇神天皇（第10代天皇）の時代の「宇治49年（紀元前42年）」[注 2]にこの地方に鎮祀されたと伝えられている。また、「久自國造船瀬宿禰（くじのみやつこ　ふなせしゅくね、ママ）の奏請により、大臣伊香色雄（いかがしこおのみこと）が勅命を受けての久自の国に至り、天速玉姫命を祭祀して、久自の国に至り、天速玉姫命を祭祀して、久自の国の総鎮守としたことが泉神社の創立である。」とあるが、これが史実なら船瀬宿禰とその3世代前に当たる伊香色雄命が同時に生存していたことになる。また『先代旧事本紀』の「国造本紀」には船瀬足尼の久自国造任命は成務天皇（第13代天皇）の時代だったとあるので、崇神天皇（第10代天皇）の時代に船瀬宿禰が「久自國造」だったと記すこの由緒との間で整合性が取れなくなってしまう。伊香色雄命については、『先代旧事本紀』の「天皇本紀」に開化天皇8年2月に大臣となったとあり開化天皇は第9代天皇なので、この後解任されていなければ崇神天皇の時代も伊香色雄命が大臣だったということになる。

### 墓
- 梵天山古墳（ぼんてんやまこふん、北緯36度30分33.98秒 東経140度29分32.43秒 / 北緯36.5094389度 東経140.4923417度）
茨城県常陸太田市島町（旧久慈郡）にある前方後円墳で、梵天山古墳群の主墳。墳丘長は151m[10]で、茨城県第2位の規模である。被葬者は上述の船瀬足尼であると伝えられている。

## 人物
- 船瀬足尼（ふなせのすくね）
成務朝の初代久自国造。